# Antonio Fontanesi
Pour les articles homonymes, voir Fontanesi.
Antonio Fontanesi (né  le 23 février 1818 à Reggio d'Émilie, en Émilie-Romagne - mort le 17 avril 1882) à Turin) est un peintre et graveur italien du XIXe siècle.

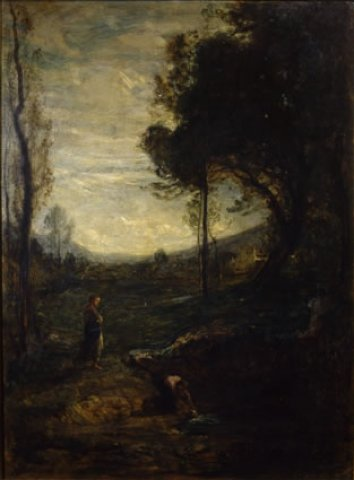
Antonio Fontanesi alla fontana (1867-1869)

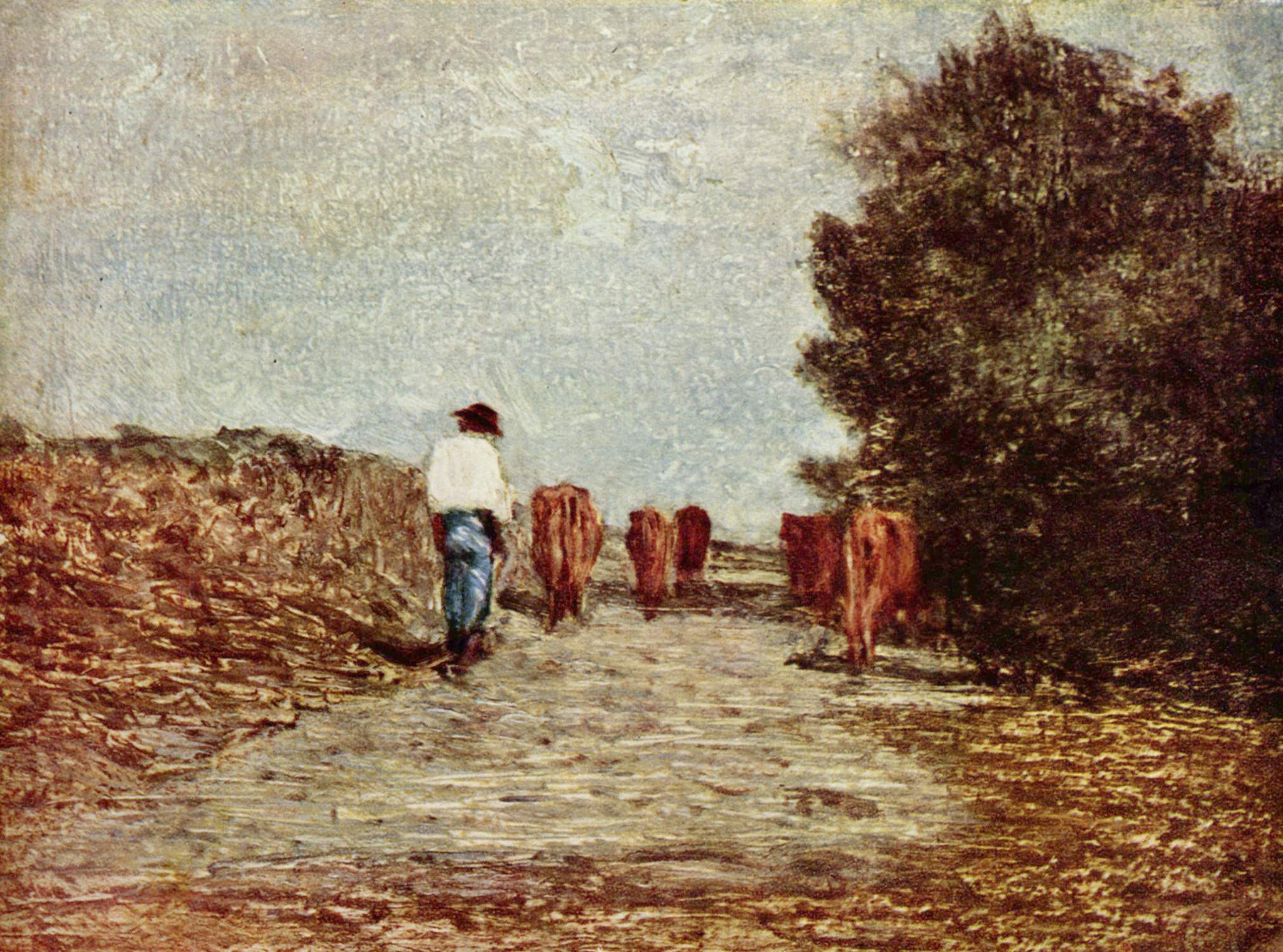
Antonio Fontanesi (Corsa al pascolo Galleria Sabauda, Turin

## Biographie
Antonio Fontanesi s'est formé à l'école de Reggio d'Émilie qui marque son passage de la décoration à la scénographie et à la peinture murale. Sa conversion à la peinture de paysage, naturelle et rapide est influencée par les évènements politiques dans lesquels il est impliqué et qui l'obligent à s'exiler à Turin, Lugano, Genève, et à effectuer de nombreux voyages en France.
Dans le Dauphiné il rencontre le peintre paysagiste François-Auguste Ravier, installé à Morestel en 1868. L'accueil et les conseils que Ravier prodigue à de nombreux artistes ont donné naissance à des œuvres de facture proche des siennes. Entre ses œuvres et celles de Fontanesi, il y a une telle similitude de thèmes et de technique, que Ravier à quelques années de distance ne savait plus ce qu'il avait enseigné à Fontanesi et ce que celui-ci lui avait appris
En 1869 il enseigne la peinture de paysage à l'Accademia Albertina de Turin qu'il quitte afin d'enseigner pendant deux ans auprès de l'Académie de Tokyo.
De 1876 à 1878, il introduisit l'enseignement de la peinture à l'huile à l'école d'art du génie civil.
Il est un des nombreux conseillers et formateurs étrangers recrutés par le gouvernement de Meiji avec pour objectif de se former auprès de l'école de l'Occident dans les domaines du savoir technique, scientifique, juridique et artistique. Il a notamment pour élèves Yamashita Rin en 1877, ainsi que Asai Chū et Yamamoto Hōsui.
Avec cet effet d'apprentissage, le Japon échappera à la colonisation subie par tout le reste du continent asiatique.
Fondée en 1876, l 'école d'art du génie civil met en place l'étude du corps humain à partir de modèles vivants et le travail systématique d'après nature dans la représentation des paysages.
Fontanesi se réfère dans son enseignement pictural à Corot et à Millet.
Il revient à Turin en 1878 où il reprend son poste à l'Accademia jusqu'à sa mort. En 1901 la Biennale de Venise lui rend hommage grâce à une grande exposition de ses peintures.

## Œuvre
- La Solitude, 1876, huile sur toile, 149 × 113 cm, Museo Civico Reggio d'Émilie[1]
- Les Nuages, esquisse, 1881, Turin, Galleria civica d'arte moderna[1]